# Can Serra (Alella)
Can Serra és una obra del municipi d'Alella protegida com a bé cultural d'interès local.

## Descripció
Edifici civil. Antiga masia reformada, a la qual s'hi ha afegit molts annexos laterals. Especialment, s'ha vist transformada la façana. L'edificació, consta d'una planta baixa, un pis i un cos més elevat a la part central, cobert amb una teulada de dues vessants que es reflecteix en un frontó de tipus neoclàssic. Destaca la balconada que ocupa tot el primer pis, així com la porta d'accés al mateix amb la llinda i els brancals de pedra, per bé que cal remarcar especialment el treball de forja de baranes i reixes, així com dels fanals exteriors, executats amb un llenguatge premodernista que combina coups de fouet i iconografia medievalitzant. De la primitiva construcció es conserva fonamentalment l'estructura interna de la planta baixa i la seva porta d'arc de mig punt dovellat. Alguns elements neoclàssics es poden observar especialment als afegits de la part superior, als annexos amb arcades, i a la decoració del jardí. Un rellotge de sol corona el cim o vèrtex del frontó.

## Història
Al segle xiii s'anomenà "Mas Sprà" [?]. L'any 1440 ja pertanyia a la família Serra, que la posseí fins a finals del segle passat. La reconstrucció i ampliació de la masia fou realitzada al segle xix. [Cal fer constar que al mateix edifici existeixen dos habitatges independents: una que ocupa el pis superior i que és utilitzada pels propietaris, i la planta baixa que és utilitzada pels masovers.]